# Claudius Silvanus
Claudius Silvanus (d. 7 septembrie 355) a fost un general roman, care a acționat în Galia, împotriva împăratului Constanțiu al II-lea timp de 28 de zile în anul 355.